# Karel Emanuel II. Savojský
Karel Emanuel II. (italsky Carlo Emanuele II di Savoia; 20. června 1634 Turín – 12. června 1675 Turín) byl v letech 1638–1675 savojský vévoda z toho do roku 1648 pod regentskou vládou své matky Kristiny Bourbonské. Byl také markýzem ze Saluzzo, hrabětem z Aosty, Genevy, Moriany a Nice, titulárním králem Kypru a Jeruzaléma. Po jeho smrti v roce 1675 vládla jeho druhá manželka Marie Johanna Savojská jako regentka po dobu nezletilosti jejich syna.

## Život
Narodil se v Turíně Viktorovi Amadeovi I. Savojskému a Kristině Bourbonské. Jeho prarodiči z matčiny strany byli král Jindřich IV. Francouzský a jeho druhá manželka Marie Medicejská. V roce 1638 zemřel jeho starší bratr František Hyacint Savojský, savojský vévoda a tak se stal jeho nástupcem a savojským vévodou teprve ve čtyřech letech. Jeho matka vládla jako regentka po dobu jeho nezletilosti, do roku 1648. Karel ji však vyzval, aby vládla i nadále. Sám pokračoval v životě plném radovánek a potěšení, o státní záležitosti se nezajímal.
Proslul pronásledováním Valdenských, které bylo ukončeno masakrem v roce 1655. Masakr byl tak brutální, že inspiroval anglického básníka Johna Miltona k napsání sonetu On the Late Massacre in Piedmont (Na pozdním masakru v Piedmontu). Oliver Cromwell, lord protektor, vyzval Anglii, aby vyslala námořnictvo v případě, že by masakr nebyl zastaven, zatímco získají finanční prostředky na pomoc Valdenským. Tímto úkolem byl pověřen sir Samuel Morland. Později napsal The History of the Evangelical Churches of the Valleys of Piemont (Dějiny protestantských církví v Piedmontu – 1658).
Teprve po smrti matky v roce 1663 se opravdu chopil moci. Nebyl úspěšný v získávání cesty k moři na úkor Janova (Druhá janovsko-savojská válka, 1672–1673). Měl obtíže zachovat si vliv oproti mocnému francouzskému sousedovi. Za jeho vlády se však výrazně zlepšil obchod v Savojsku a země bohatla. Zlepšil se také rozvoj přístavu Nice a také silnic a cest přes Alpy do Francie. Reformoval armádu, která se do té doby skládala většinou z žoldáků. Vytvořil pět piedmontských pluků a obnovil kavalérii, zavedl uniformy. Obnovil opevnění. Nechal postavit mnoho krásných budov v Turíně, například Palazzo Reale.
Zemřel 12. června roku 1675, jeho druhá žena se stala regentkou za jejich nezletilého syna. Byl pochován v Turínské katedrále.

## Manželství a potomci
Karel Emanuel se poprvé setkal s Marií Johannou Savojskou v roce 1659 a hned se do ní zamiloval. Jeho matka se svatbou nesouhlasila, a přesvědčila ho ke svatbě s Františkou Magdalénou Orleánskou, dcerou mladšího bratra Karlovy matky, Gastona, orleánského vévody. Svatba se konala 3. dubna roku 1663. Manželství bylo bezdětné. Jeho matka zemřela na konci roku 1663 a jeho první manželka na začátku roku 1664. Jeho další manželkou se nakonec stala žena, která mu byla v roce 1659 odepřená, Marie Johanna Savojská, která mu porodila syna Viktora Amadea II.
- Viktor Amadeus II. (14. května 1666 – 31. října 1732); budoucí král Sicílie a později Sardinie;
⚭ 1684 Anna Marie Orleánská (1669–1728); orleánská vévodkyně
⚭ 1730 Anna Canalis di Cumiana (1680–1769); dvorní dáma; morganatický sňatek

## Vývod z předků
|                            |                             |  |                  |                          |  |  |  |  |  |  |  | Karel III. Savojský |
|                            |                             |  |                  |                          |  |  |  |  |  |  |  |                     |
|                            | Emanuel Filibert Savojský   |  |                  |                          |  |  |  |  |  |  |  |                     |
|                            |                             |  |                  |                          |  |  |  |  |  |  |  |                     |
|                            |                             |  |                  | Beatrix Portugalská      |  |  |  |  |  |  |  |                     |
|                            |                             |  |                  |                          |  |  |  |  |  |  |  |                     |
|                            | Karel Emanuel I. Savojský   |  |                  |                          |  |  |  |  |  |  |  |                     |
|                            |                             |  |                  |                          |  |  |  |  |  |  |  |                     |
|                            |                             |  |                  | František I. Francouzský |  |  |  |  |  |  |  |                     |
|                            |                             |  |                  |                          |  |  |  |  |  |  |  |                     |
|                            | Markéta Francouzská         |  |                  |                          |  |  |  |  |  |  |  |                     |
|                            |                             |  |                  |                          |  |  |  |  |  |  |  |                     |
|                            |                             |  |                  | Klaudie Francouzská      |  |  |  |  |  |  |  |                     |
|                            |                             |  |                  |                          |  |  |  |  |  |  |  |                     |
|                            | Viktor Amadeus I.           |  |                  |                          |  |  |  |  |  |  |  |                     |
|                            |                             |  |                  |                          |  |  |  |  |  |  |  |                     |
|                            |                             |  |                  | Karel V.                 |  |  |  |  |  |  |  |                     |
|                            |                             |  |                  |                          |  |  |  |  |  |  |  |                     |
|                            | Filip II. Španělský         |  |                  |                          |  |  |  |  |  |  |  |                     |
|                            |                             |  |                  |                          |  |  |  |  |  |  |  |                     |
|                            |                             |  |                  | Isabela Portugalská      |  |  |  |  |  |  |  |                     |
|                            |                             |  |                  |                          |  |  |  |  |  |  |  |                     |
|                            | Kateřina Michaela Španělská |  |                  |                          |  |  |  |  |  |  |  |                     |
|                            |                             |  |                  |                          |  |  |  |  |  |  |  |                     |
|                            |                             |  |                  | Jindřich II. Francouzský |  |  |  |  |  |  |  |                     |
|                            |                             |  |                  |                          |  |  |  |  |  |  |  |                     |
|                            | Alžběta z Valois            |  |                  |                          |  |  |  |  |  |  |  |                     |
|                            |                             |  |                  |                          |  |  |  |  |  |  |  |                     |
|                            |                             |  |                  | Kateřina Medicejská      |  |  |  |  |  |  |  |                     |
|                            |                             |  |                  |                          |  |  |  |  |  |  |  |                     |
| Karel Emanuel II. Savojský |                             |  |                  |                          |  |  |  |  |  |  |  |                     |
|                            |                             |  |                  |                          |  |  |  |  |  |  |  |                     |
|                            |                             |  | Karel Bourbonský |                          |  |  |  |  |  |  |  |                     |
|                            |                             |  |                  |                          |  |  |  |  |  |  |  |                     |
|                            | Antonín Navarrský           |  |                  |                          |  |  |  |  |  |  |  |                     |
|                            |                             |  |                  |                          |  |  |  |  |  |  |  |                     |
|                            |                             |  |                  | Františka z Alençonu     |  |  |  |  |  |  |  |                     |
|                            |                             |  |                  |                          |  |  |  |  |  |  |  |                     |
|                            | Jindřich IV. Francouzský    |  |                  |                          |  |  |  |  |  |  |  |                     |
|                            |                             |  |                  |                          |  |  |  |  |  |  |  |                     |
|                            |                             |  |                  | Jindřich II. Navarrský   |  |  |  |  |  |  |  |                     |
|                            |                             |  |                  |                          |  |  |  |  |  |  |  |                     |
|                            | Jana III. Navarrská         |  |                  |                          |  |  |  |  |  |  |  |                     |
|                            |                             |  |                  |                          |  |  |  |  |  |  |  |                     |
|                            |                             |  |                  | Markéta Navarrská        |  |  |  |  |  |  |  |                     |
|                            |                             |  |                  |                          |  |  |  |  |  |  |  |                     |
|                            | Kristina Bourbonská         |  |                  |                          |  |  |  |  |  |  |  |                     |
|                            |                             |  |                  |                          |  |  |  |  |  |  |  |                     |
|                            |                             |  |                  | Cosimo I. Medicejský     |  |  |  |  |  |  |  |                     |
|                            |                             |  |                  |                          |  |  |  |  |  |  |  |                     |
|                            | František I. Medicejský     |  |                  |                          |  |  |  |  |  |  |  |                     |
|                            |                             |  |                  |                          |  |  |  |  |  |  |  |                     |
|                            |                             |  |                  | Eleonora z Toleda        |  |  |  |  |  |  |  |                     |
|                            |                             |  |                  |                          |  |  |  |  |  |  |  |                     |
|                            | Marie Medicejská            |  |                  |                          |  |  |  |  |  |  |  |                     |
|                            |                             |  |                  |                          |  |  |  |  |  |  |  |                     |
|                            |                             |  |                  | Ferdinand I. Habsburský  |  |  |  |  |  |  |  |                     |
|                            |                             |  |                  |                          |  |  |  |  |  |  |  |                     |
|                            | Johana Habsburská           |  |                  |                          |  |  |  |  |  |  |  |                     |
|                            |                             |  |                  |                          |  |  |  |  |  |  |  |                     |
|                            |                             |  |                  | Anna Jagellonská         |  |  |  |  |  |  |  |                     |
|                            |                             |  |                  |                          |  |  |  |  |  |  |  |                     |